# Vayeshev
Da non confondersi con Vayishlach.
Vayeshev, Vayeishev, o Vayesheb (ebraico: וַיֵּשֶׁב — tradotto in italiano: "e si stabilì / e visse" incipit di questa parashah) nona porzione settimanale della Torah (ebr.  פָּרָשָׁה – parashah o anche parsha/parscià) nel ciclo annuale ebraico di letture bibliche dal Pentateuco. Rappresenta il passo 37:1-40:23 della Genesi che gli ebrei leggono durante il nono Shabbat dopo Simchat Torah, generalmente in dicembre.
La parashah racconta le storie di come gli altri figli di Giacobbe vendettero Giuseppe come schiavo in Egitto, di come Giuda fece torto a sua figlia Tamar e se ne rese conto, e come Giuseppe servì Putifarre e fu imprigionato per una falsa accusa di aggressione della moglie di costui.

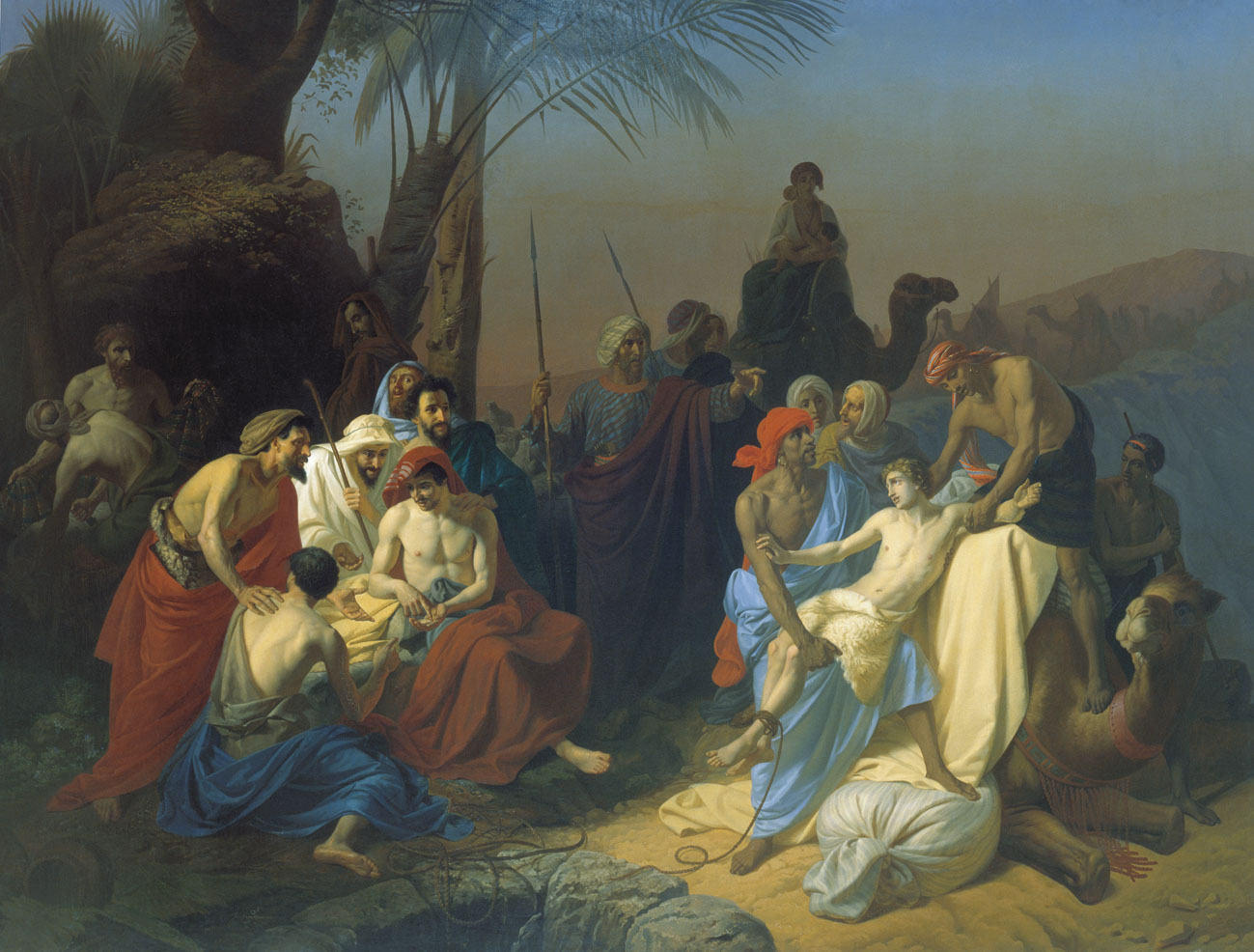
Giuseppe venduto dai fratelli e preso da una carovana (dipinto di Konstantin Flavickij del 1855)

## Comandamenti
Secondo Maimonide e lo Sefer ha-Chinuch, non ci sono comandamenti (mitzvot) in questa parshah.

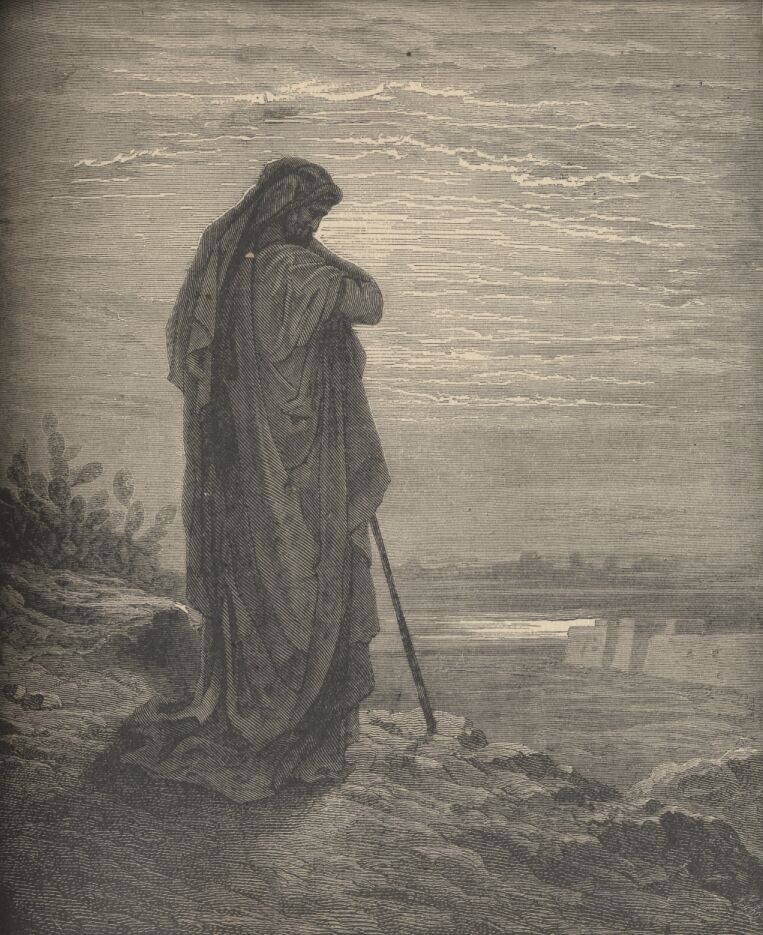
Amos (illustrazione di Gustave Doré da La Sainte Bible del 1865)

## Haftarah
La haftarah della parashah è Amos 2:6-3:8

### Shabbat Hanukkah I
Quando inizia Hanukkah in uno Shabbat, due Shabbat cadono durante tale festività. Nel qual caso, la Parshah Vayeshev viene officiata nel primo giorno di Hanukkah (come è successo nel 2009) e la haftarah è Zaccaria 2:14-4:7.